# Maurizio Casadei
Maurizio Casadei (nascido em 15 de maio de 1962) é um ex-ciclista samarinês que competiu no ciclismo nos Jogos Olímpicos de Verão de 1980 e 1984.